# Maashees

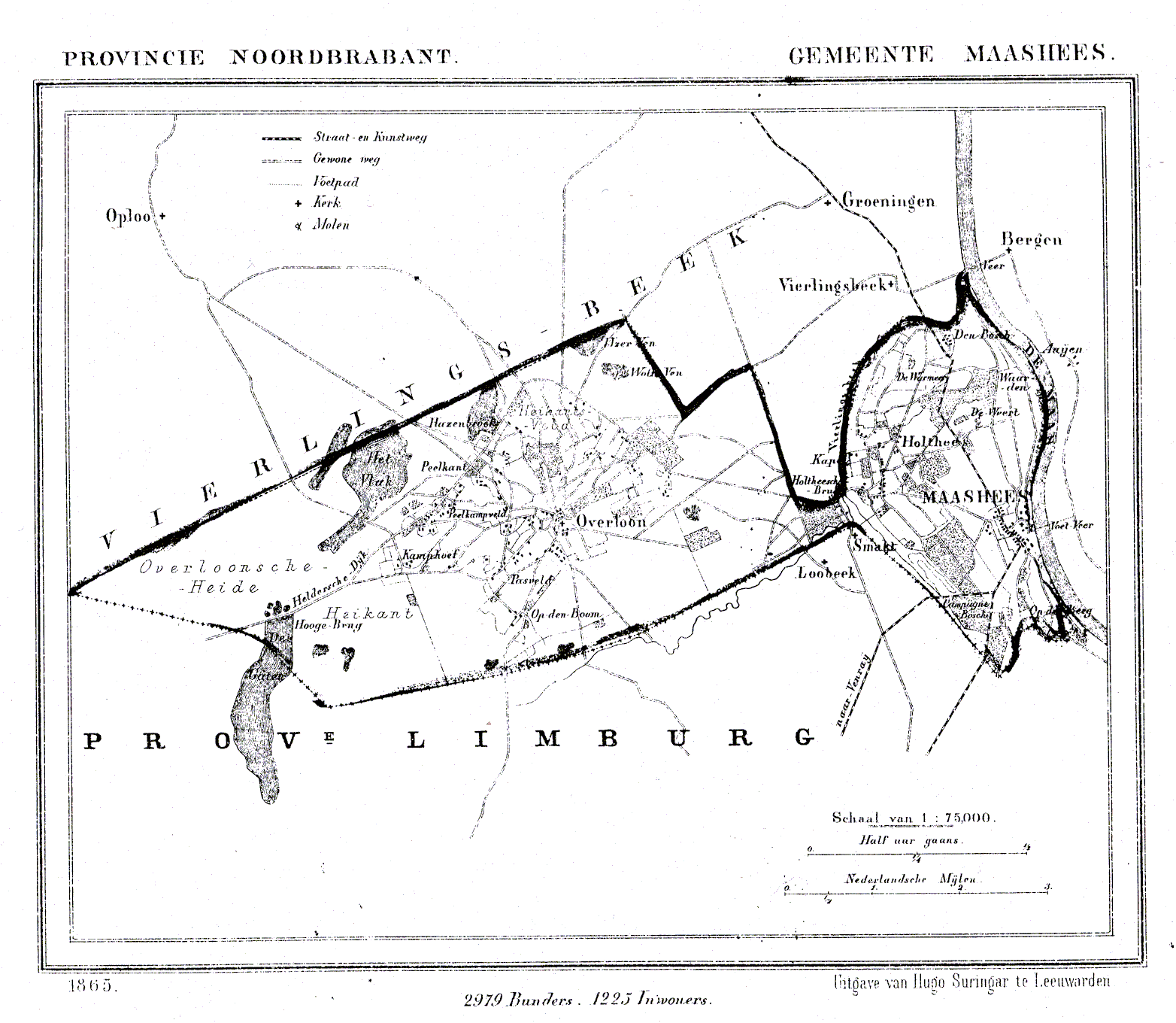
Municipio de Maashees y Overloon en 1865

Maashees  es un pueblo del municipio de Land van Cuijk, en la provincia de Brabante Septentrional . El 1 de enero de 2023 el pueblo contaba con 910 habitantes, repartidos en 396 viviendas, en una superficie de 5,39 km².
Es el lugar más oriental de Brabante. Hasta 1941 fue la ciudad principal del municipio de Maashees en Overloon, que se fusionó con el municipio de Vierlingsbeek en el año 1942, que a su vez se fusionó con el municipio de Boxmeer en el año 1998. Este último municipio se fusionó con el municipio de Land van Cuijk el 1 de enero de 2022.

## Toponimia
Maashees solía escribirse también como Maeshese, Misas y Maeshees. El sufijo hees significa "paso". Maashees significa, por tanto, algo así como "paso sobre el Maas".

## Historia
Maashees y sus alrededores ya eran importantes durante la época romana: por esta zona pasaba la calzada romana de Tongeren a Nimega . Además de las urnas germánicas, en el territorio de Maashees también se encontraron muchos objetos romanos, como monedas.
Maashees formaba históricamente parte de la oficina superior del Land van Cuijk. Al sur limitaba con el Land van Kessel.
La primera referencia conocida a Maashees se remonta a 1375. En ese año, Sybrecht van Blitterswyck y su esposa Elisabeth van Broeckhuysen donaron propiedades a Roelman, señor de Arendael, y a su esposa Stijne, junto con sus hijos. Estas propiedades se encontraban en las áreas de Offerden, Maessgese, Maas en Afferden y Maashees
En 1403, Udo de Boije, señor de Vierlingsbeek, confirmó los privilegios concedidos por Otto van Cuijk a las tierras municipales de Cuijk. "Maasheeze" se menciona en la escritura de partición del 1 de noviembre de 1452, en la que se dividió la propiedad de Hubert van Culemborg, señor de Boxmeer, entre sus hijos.
El 14 de junio de 1719 se produjo un gran incendio en una aldea en Maashees.
En el año 1800 Maashees tenía 260 habitantes.
Historia de la Iglesia
En 1473, después de Geijsteren, se estableció el gremio de San Jorge y San Antonio Abad. Este gremio existió hasta 1825 y se restableció en 1978. Las cofradías tradicionalmente también prestaban servicio en la capilla, que estaba dedicada a San Jorge y era atendida por la parroquia de Geijsteren. Sin embargo, en 1638, el clero católico fue expulsado del Land de Cuijk y la capilla se cerró. Tras la invasión francesa en 1672, los católicos recuperaron su capilla, pero lamentablemente fue destruida en 1674. Finalmente, después de que los católicos recuperaran la capilla en 1800, se fundó una parroquia independiente en 1804.
En 1819, comenzó la construcción de una nueva iglesia en Maashees. Entre 1895 y 1896, se amplió y se le añadió un campanario. Sin embargo, el 15 de octubre de 1944, la iglesia fue destruida por los alemanes, quienes la volaron. La nueva iglesia actual fue inaugurada en 1951.

## Monumentos
- Iglesia de San Antonio Abad, construida en 1951. El arquitecto fue Kees de Bever. La iglesia de ladrillo contiene elementos de la Escuela de Delft y la Escuela de Bolduque.
- Capilla de María en la intersección de De Weerd/Hogeweg, construida en 1950. Aquí, en 1944, los refugiados encontraron refugio.
- Torre de observación aérea 8J2 - Maashees, una de las pocas que quedan, ubicada en Broekweg. Esta torre de hormigón en forma de panal fue construida alrededor de 1953, durante la Guerra Fría, para detectar aviones enemigos volando fuera del alcance del radar. La torre se encuentra en un estado razonable y fue renovada en 2015.

## Naturaleza y paisaje
Maashees, ubicado a orillas del río Maas, ofrece un paisaje diverso y pintoresco. Algunas características notables son la horticultura, la agricultura y pequeñas áreas de bosque. Más al suroeste se encuentra la finca Geijsteren, una vasta zona forestal. También puedes visitar la Capilla Willibrordus en Geijsteren.

## Economía
Una fábrica de piensos para animales en Maashees emplea a cien personas. También hay sitios para acampar y negocios agrícolas y hortícolas, incluidos viveros de árboles.

## Asociaciones
- Organización de mujeres Maashees
- Asociación de carnaval De Bliekers

## Pueblos Cercanos
Geijsteren, Smakt, Holthees, Vierlingsbeek